# Лара, Брайан
Брайан Чарльз Лара (англ. Brian Charles Lara; 2 мая 1969, Кантаро, Санта-Крус, Тринидад) — тринидадский игрок в крикет, бэтсмен, многолетний член сборной Вест-Индии по крикету. Считается одним и самых знаменитых игроков в истории крикета, внесенный в Зал славы Международного совета крикета. Спортсмен года (1994).

## Биография

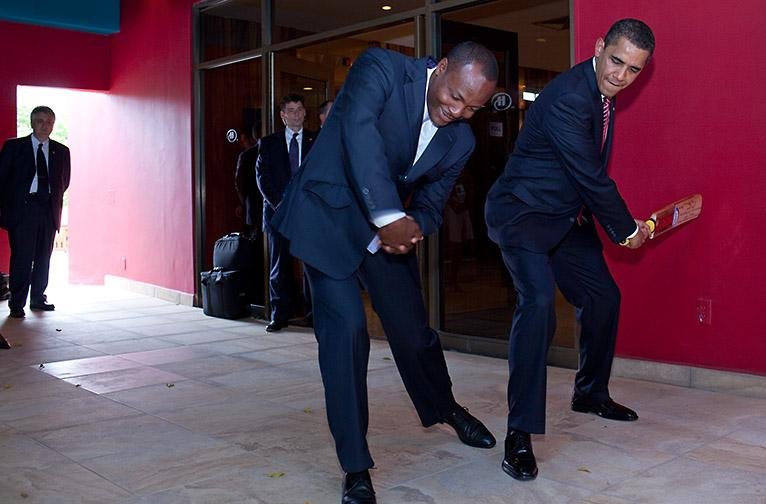
Брайан Лара и Барак Обама. 2009 г.

С середины семидесятых и до девяностых годов XX века член сборной Тринидад и Тобаго, которая считалась одной из сильнейших в мире. Команду кроме него представляли сильнейшие крикетисты мира, в том числе сэр Гарфилд Соберс, Лэнс Гиббс, Гордон Гринидж, Джордж Хедли, Клайв Ллойд, Малькольм Маршалл, Энди Робертс, Элвин Калликэрран, Рохан Канхаи, сэр Фрэнк Уоррелл, Клайд Уолкотт, Эвертон Уикс, Кёртли Эмброуз, Майкл Холдинг, Кортни Уолш, Джоэл Гарнер, сэр Вив Ричардс — все они стали резидентами Зала славы ICC (ICC Cricket Hall of Fame).
Прозвище «Принц Порт-оф-Спейна» или просто «Принц». Рекордсмен мира о количеству очков набранных в одном иннинговом тестовом матче (400).
С 1990 по 2006 год участвовал в 131 тестовом матче, в которых набрал 11 953 балла (6-й результат в истории крикета), зафиксировав в среднем 52,88 баллов. Кроме того, он сыграл 299 однодневных матчей (рекорд Вест-Индии), в которых набрал 10 405 очков (10-й результат за всё время, в среднем 40,48).
В 1994 году Брайан Лара установил мировой рекорд, набрав 375 очков в контрольном матче (против Англии), а десять лет спустя улучшил его — также против Англии — на 25 очков (в 2003 году рекорд установил австралиец Мэтью Хейден — 380). Б. Лара также имеет лучшее достижение в турнире первого класса, смог продержаться 501 иннинг. Этого результата он достиг в 1994 году, представляя Warwickshire в матче чемпионата графства в Англии.
В 1994—2007 годах разработчик и издатель компьютерных игр Codemasters выпустил серию из шести компьютерных игр по крикету с изображением игрока.

## Награды
- Крест Троицы (The Trinity Cross)
- Орден Карибского сообщества
- Орден Австралии (2009)

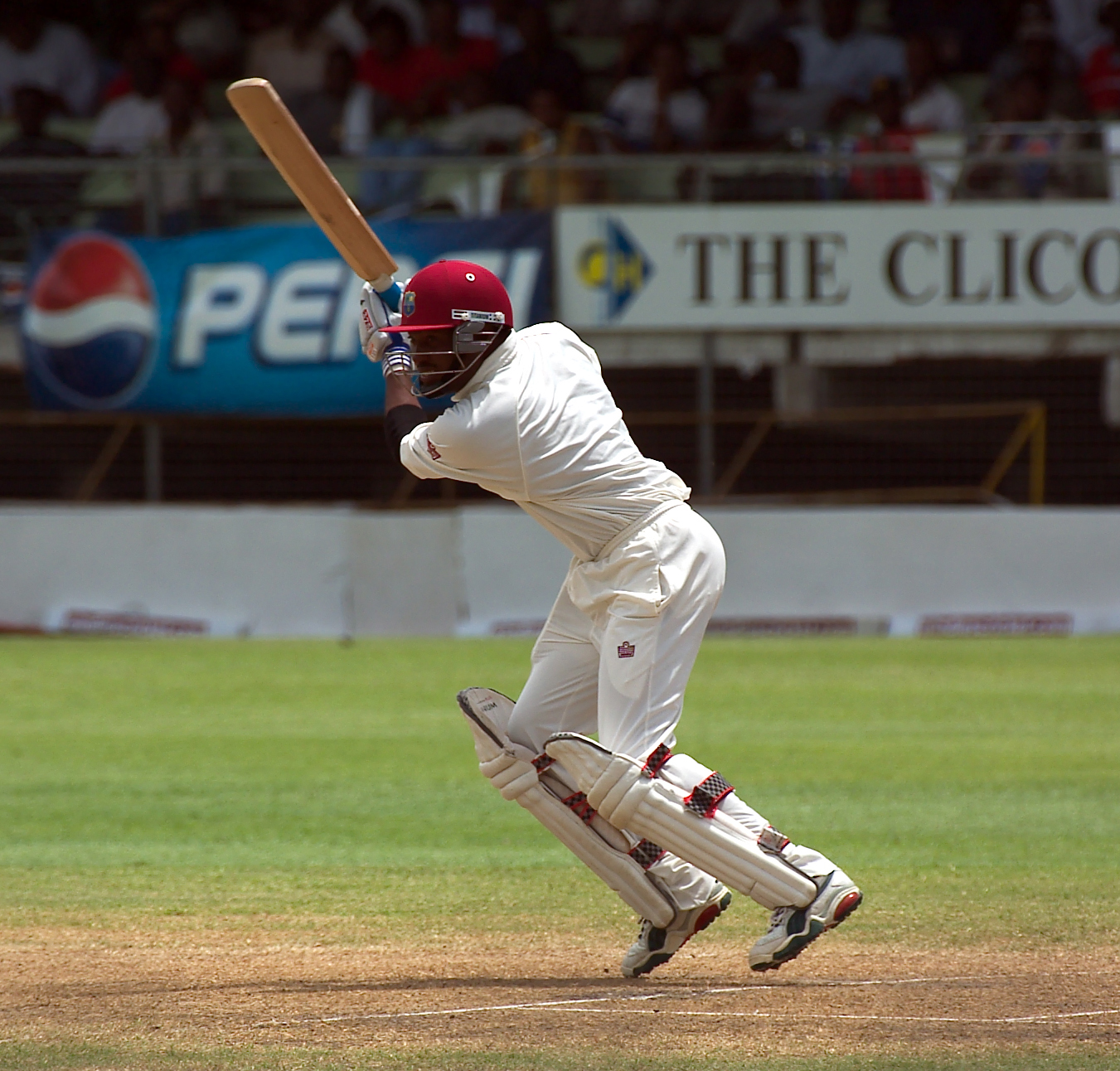
Брайан Лара в 2002 г.

- Wisden — ведущий игрок в крикет в мире (1994 и 1995)
- Иностранный спортсмен года по версии BBC (1994) — впервые в истории турниров первого класса смог продержаться 501 иннинг
- В 2013 году получил почётное пожизненное членство в Marylebone Cricket Club, став 31-м вест-индийским спортсменом, удостоенным такой чести.

## Результаты[3]
| Игрок       | Сборная    | Год введения | Тестовые матчи | Первый | Последний |
| ----------- | ---------- | ------------ | -------------- | ------ | --------- |
| Брайан Лара | Вест-Индия | 2012         | 131            | 1990   | 2006      |